# Dolmen von Rouffignac
Der Dolmen von Rouffignac liegt in der Nähe der Dörfer Rouffignac und Le Valette in der Gemeinde Javerdat im Département Haute-Vienne in der Region Nouvelle-Aquitaine in Frankreich. Dolmen ist in Frankreich der Oberbegriff für Megalithanlagen aller Art (siehe: Französische Nomenklatur). 
Der einfache Dolmen (französisch Dolmen simple) hat drei aufrechte Tragsteine, auf denen etwa einen Meter über dem Boden ein Deckstein von etwa 2,5 × 2,5 Metern ruht, der mehrere Schälchen (französisch cupules) von etwa 30 mm Durchmesser hat.
Östlich steht der etwa 2,5 m hohe Menhir von Arnac, der völlig mit Schälchen übersät ist.